# The Dirty Dozen
The Dirty Dozen je EP ljubljanske alternativne rock skupine Lynch, izdan 13. aprila 2015.

## Seznam pesmi
1. »Richard« – 3:01
2. »The Holy Trinity« – 3:36
3. »Ocean of Fibs« – 5:09

## Zasedba

### Lynch
- Jan Ovnik — vokal, kitara
- Nik Drozg — kitara
- Lovrenc Rogelj — bas kitara
- Maraya Vlaj Koščak — bobni